# Moosebumps: an Exploration Into Modern Day Horripilation
Moosebumps: an Exploration Into Modern Day Horripilation è il quindicesimo album solista del rapper statunitense Kool Keith, pubblicato sotto lo pseudonimo del Dr. Octagon il 6 aprile 2018 e distribuito da Bulk Recordings.
L'album ottiene recensioni generalmente positive: il sito Metacritic gli assegna 78/100, voto basato su 8 recensioni. Diviene il primo album del Dr. Octagon a classificarsi nel mercato statunitense.
| Recensione         | Giudizio |
| ------------------ | -------- |
| AllMusic           | [ 1 ]    |
| HipHopDX           | [ 2 ]    |
| The A.V. Club      | B        |
| The New York Times | [ 2 ]    |
| Pitchfork          | [ 2 ]    |

## Tracce
Testi di K. Thornton, D. Nakamura, Paul Banks (traccia 8), Teren Jones (traccia 9).
1. Octagon Octagon – 4:02
2. Polka Dots – 4:37
3. Black Hole Son – 2:53
4. Power of the World (S Curls) – 4:31
5. Operation Zero – 4:52
6. Bear Witness IV – 4:30
7. Area 54 – 4:04
8. Flying Waterbed – 3:40
9. 3030 Meets the Doc (Pt. 1) (featuring Deltron 3030) – 4:44
10. Karma Sutra – 3:51
11. Hollywood Tailswinging – 3:44

Durata totale: 45:28

## Classifiche
| Classifica (2018)     | Posizione massima |
| --------------------- | ----------------- |
| Belgio (Fiandre)      | 158               |
| US Heatseekers Albums | 1                 |
| US Independent Albums | 8                 |
| US Tastemakers        | 4                 |
| US Vinyl Albums       | 10                |